# Sklavin des Herzens
Sklavin des Herzens (OT: Under Capricorn, deutsch: „Unter dem {Wendekreis des} Steinbock{s}“) ist ein britischer Historienfilm von Alfred Hitchcock aus dem Jahr 1949 nach dem erstmals 1937 erschienenen Roman Under Capricorn von Helen Simpson.

## Handlung
1831 reist der vornehm-verlotterte Ire Charles Adare nach Australien, um mit Hilfe seines Vetters, der gerade zum Gouverneur ernannt worden ist, in Sydney ein neues Leben zu beginnen. Bei seiner Ankunft trifft er auf den „freigelassenen“ Landbesitzer und inzwischen erfolgreichen Geschäftsmann Sam Flusky. Auf einer Dinner-Party in Fluskys Haus erkennt Charles in dessen Ehefrau Henrietta seine Kindheitsgespielin wieder. Henrietta vermisst den Kontakt zu Leuten ihres Standes, ist alkoholkrank geworden und leidet unter Wahnvorstellungen. Der Haushalt wird von der jungen Milly geführt, die offenbar in Sam verliebt ist.
Flusky wird zwar als Geschäftsmann akzeptiert, nicht jedoch gesellschaftlich. Er wurde in Irland für die Ermordung von Henriettas Bruder verurteilt, aufgrund von letzten Zweifeln jedoch mit einer siebenjährigen Verbannung statt mit dem Galgen bestraft. Henrietta ist ihm nach Australien gefolgt, und nach seiner Freilassung haben sie sich in Sydney angesiedelt. Doch die Ehe ist in eine Krise geraten.
Charles, dem die gesellschaftlichen Gepflogenheiten in der Sträflingskolonie gleichgültig sind, verhilft Henrietta wieder zu Lebensmut. Sam, der bereits resigniert hat, unterstützt ihn dabei. Charles verliebt sich jedoch in Henrietta. Milly intrigiert gegen die beiden und treibt Sam in die Eifersucht. Auf einem Empfang des Gouverneurs, zu dem sich Charles mit Henrietta selbst einlädt, kommt es durch den plötzlich auftauchenden Sam zum Eklat.
Henrietta sieht danach keinen anderen Ausweg, als Charles die Wahrheit zu sagen: Nicht Sam, sondern sie selbst habe ihren Bruder erschossen, und zwar in Notwehr. Sam habe damals Schuld und Strafe auf sich genommen. Sie haben sich geschworen, dieses Geheimnis nie preiszugeben. Sam kommt hinzu und verweist Charles des Hauses. In einem Handgemenge löst sich ein Schuss, Charles wird verletzt, Sam des Mordversuchs beschuldigt. Diese „zweite“ Tat würde ihn an den Galgen bringen. Henriettas Selbstbezichtigung findet keinen Glauben, denn Sam als der einzige Zeuge weigert sich, ihre Aussage zu bestätigen. In ihrer Verzweiflung fängt sie – von Milly animiert – wieder an zu trinken.
Per Zufall erfährt Henrietta, dass Milly die Verursacherin ihrer Wahnvorstellungen ist (sie hat einen Schrumpfkopf in Henriettas Bett versteckt) und sogar versucht, sie zu vergiften. Sam durchschaut nun ebenfalls die Zusammenhänge: Milly hat aus Liebe zu Sam von Anfang an gegen Henrietta intrigiert und sie zum Trinken verleitet.
Der Generalstaatsanwalt Corrigan kommt und möchte von Sam die Bestätigung der Aussage seiner Frau. Diese würde ihn retten und sie zur Aburteilung zurück nach Irland bringen. Als Sam sich weigert, wird er verhaftet. Charles hilft ihm jedoch, indem er den Schuss auf ihn als Unfall darstellt. So gibt es keine Handhabe gegen Sam, und er wird aus dem Gefängnis entlassen. Charles fährt zurück nach Irland, Sam und Henrietta bleiben in Sydney.

## Hintergrund
Hitchcock wählte für Sklavin des Herzens, seinen zweiten Farbfilm, eine ähnliche Technik wie für Cocktail für eine Leiche (1948), indem er lange Dialoge ungeschnitten aufnahm und – von der Enge eines einzigen Raumes befreit – dabei zum Teil (für damalige Verhältnisse) atemberaubende Kamerafahrten unternahm.
Hitchcock variierte eines seiner Lieblingsthemen von Schuld und Sühne. Henrietta und Sam sind durch ihr dunkles Geheimnis aneinander gekettet. Er nimmt ihre Schuld auf sich. Ein Dritter, Charles, opfert seine Liebe zu Henrietta, um beide von ihrem Albtraum und ihrer Last zu befreien. Die Ausgangskonstellation der Beziehung zwischen Sam, Henrietta und dem düsteren Geheimnis erinnert an Rebecca (1940) oder an Verdacht (1941).
Ingrid Bergmans Rolle in Sklavin des Herzens wurde eine Variation ihrer Rolle in Berüchtigt (1946): Sie spielte schon seinerzeit eine Trinkerin, die sich aufgrund einer „Schuld“ aus der Vergangenheit (damals die Kriegsverbrechen ihres Vaters, im späteren Film der „Mord“ an ihrem Bruder) an einen Ehemann bindet. In beiden Fällen versucht eine Frau (hier die Haushälterin, dort die Schwiegermutter) sie zu vergiften und in beiden Fällen wird sie von einem Außenstehenden, der sie liebt (hier der Freund aus Kindheitstagen, dort der CIA-Agent) gerettet. Die Rolle der Haushälterin Milly wiederum erinnert stark an die der Mrs. Danvers in Rebecca. Joseph Cotten und Ingrid Bergman hatten bereits fünf Jahre zuvor in George Cukors Film Das Haus der Lady Alquist zusammen gespielt; die Ausgangslage des Plots (Ehefrau am Rande des Wahnsinns, undurchsichtiger Ehemann, helfender Freund von außen) ist dort dieselbe, nur dass Cotten den Außenstehenden spielt.
Ingrid Bergman war von Anfang an Hitchcocks Wunschbesetzung für die weibliche Hauptrolle. Als Sam, den ehemaligen Pferdepfleger, hätte er allerdings lieber Burt Lancaster gesehen, dem man „den Stallgeruch“, so Hitchcock, „buchstäblich angesehen“ hätte. Der Film kostete 2,5 Millionen Dollar und wurde ein finanzieller Misserfolg, der den Untergang der Produktionsfirma Transatlantic besiegelte.

## Synchronisation
Die deutsche Synchronfassung entstand 1950 bei der Internationalen Filmunion. Die Synchronregie übernahm Alfred Kirchner, das Dialogbuch verfasste Herbert W. Victor.
| Rolle                          | Schauspieler      | Dt. Synchronstimme |
| ------------------------------ | ----------------- | ------------------ |
| Lady Henrietta Flusky          | Ingrid Bergman    | Ingeborg Grunewald |
| Sam Flusky                     | Joseph Cotten     | Wolfgang Lukschy   |
| Charles Adare                  | Michael Wilding   | Erwin Linder       |
| Milly                          | Margaret Leighton | Gisela Trowe       |
| Gouverneur, Vetter von Charles | Cecil Parker      | Alfred Haase       |
| Major Wilkins                  | Francis De Wolff  | Hans Nielsen       |
| Reverend Smiley                | Victor Lucas      | Martin Hirthe      |

## Kritik
Sklavin des Herzens wurde von Publikum und Kritik zunächst überwiegend negativ aufgenommen. Einer der Gründe für die schlechte Publikumsbewertung lag vermutlich in der in weiten Kreisen getäuschten Erwartungshaltung. Zuschauer, die den zugrundeliegenden Roman gelesen hatten, erwarteten eine Komödie; diejenigen, die sich von den Filmankündigungen hatten leiten lassen, erwarteten einen Hitchcock-typischen Thriller – beide Zuschauergruppen wurden von dem sich als Psychodrama entpuppenden Kostümfilm enttäuscht. Zudem war Ingrid Bergmans ehebrecherische Affäre mit dem italienischen Regisseur Roberto Rossellini einer günstigen Rezeption des Films im prüden Amerika nicht eben förderlich.
In Europa nahm man den Streifen mit wesentlich größerer Zustimmung auf; zahlreiche französische Filmkritiker zählen Les Amants du Capricorne zu Hitchcocks Meisterwerken. So erwähnt Peter Bogdanovich in seinem Interview mit Alfred Hitchcock, dass in den Cahiers du cinéma der 1950er Jahre Capricorn als einer der schönsten Filme des Regisseurs bezeichnet wurde.

„Hitchcock, der Meister des Melodrams, ist gestolpert. Unter denen, die diesen Film möglichst schnell vergessen wollten, war wohl auch Hitchcock selbst.“

„Historisches Melodram über Opfer und Schuld, mit starker Atmosphäre und wenig Spannung. Hitchcock, der sich nach eigener Aussage in Kostümstücken nie wohl fühlen konnte, experimentierte in diesem Film, den er nach langen Hollywood-Jahren wieder in England realisierte, erfolglos mit farbdramaturgischen Effekten und ungewöhnlich langen Einstellungen.“

## Cameo
Ausnahmsweise tritt Hitchcock hier zweimal kurz auf; zunächst ist er auf dem Marktplatz zu sehen (mit Mantel und braunem Hut), zehn Filmminuten später ist er als einer von drei Männern auf den Treppen des Gouverneurspalasts noch einmal zu erkennen.

## DVD
1995 präsentierte das ZDF Sklavin des Herzens dem deutschen Publikum erstmals ungekürzt. Einige auf DVD veröffentlichte Fassungen des Films enthalten jene Szene, die in der deutschen Kinoversion nicht zu sehen war. Etwa ab Filmminute 12, unmittelbar nach Charles’ erster Begegnung mit Sam Flusky, unterhält er sich im Gouverneurspalast mit seinem Vetter unter anderem über seine neue Bekanntschaft, während dieser ein Bad in einem Holzzuber nimmt und sich zwischendurch mit seinem Sekretär bespricht. Die rund vierminütige Szene – in deutsch untertiteltem Originalton und merklich schlechterer Bildqualität – endet mit dem ausdrücklichen Befehl des Gouverneurs an Charles, Fluskys Einladung auszuschlagen. Für eine Fernsehausstrahlung auf Arte wurden diese Szenen nachsynchronisiert.

## Sonstiges
Kinostart des Films in der Bundesrepublik Deutschland war am 17. November 1950, die deutsche Fernseh-Erstausstrahlung lief am 31. Januar 1972 um 21 Uhr im ZDF.